# 335e division d'infanterie
La  335e division d'infanterie (en allemand : 335. Infanterie-Division ou 335. ID) est une des divisions d'infanterie de l'armée allemande (Wehrmacht) durant la Seconde Guerre mondiale.

## Historique
La 335e division d'infanterie a été formée le 20 novembre 1940 dans le secteur de Aalen dans la Wehrkreis V à partir d'éléments des 87., 197. et 298. Infanterie-Division en tant qu'élément statique de la 14. Welle (14e vague de mobilisation).
Après sa formation et des fonctions de forces d'occupation dans le centre de la France et en Bretagne, la division prend part à l'Opération Anton, l'occupation de la France de Vichy en novembre 1942.
Après les tâches de sécurité et de défense côtière à Marseille et Toulon, la division est transférée sur le Front de l'Est en janvier 1943.
Elle reçoit un renfort en personnel en mai 1944 en absorbant des éléments de la 5. Feld-Division (L) dissoute.
La division est détruite en août 1944 à Chişinau en Roumanie. Elle est officiellement dissoute le 9 octobre 1944.

## Organisation

### Commandants
| Date                               | Grade                  | Commandant     |
| ---------------------------------- | ---------------------- | -------------- |
| 15 novembre 1940 - 27 octobre 1942 | Generalleutnant        | Max Dennerlein |
| 27 octobre 1942 - 7 septembre 1943 | Generalleutnant        | Karl Casper    |
| 7 septembre 1943 - 30 juin 1944    | General der Infanterie | Siegfried Rasp |
| 30 juin 1944 - ? août 1944         | Oberst                 | Brechtel       |

### Officiers d'opérations (Generalstabsoffiziere (Ia))
| Date                            | Grade          | Commandant     |
| ------------------------------- | -------------- | -------------- |
| ? - Octobre 1942                | Oberstleutnant | Otto Schaal    |
| Novembre 1942 – 25 juillet 1944 | Oberstleutnant | Edwin Steinitz |
| 25 juillet 1944 – 24 août 1944  | Oberstleutnant | Josef Müller   |

## Théâtres d'opérations
- Allemagne : Novembre 1940 - Mai 1941
- France : Mai 1941 - Janvier 1943
- Front de l'Est secteur Sud : Janvier 1943 - Août 1943

## Ordre de bataille
1940
- Infanterie-Regiment 682
- Infanterie-Regiment 683
- Infanterie-Regiment 684
- Artillerie-Regiment 335
  - I. Abteilung
  - II. Abteilung
- Pionier-Bataillon 335
- Panzerjäger-Abteilung 335
- Nachrichten-Kompanie 335
- Versorgungseinheiten 335

1942
- Grenadier-Regiment 682
- Grenadier-Regiment 683
- Grenadier-Regiment 684
- Schnelle Abteilung 335
- Artillerie-Regiment 335
  - I. Abteilung
  - II. Abteilung
  - III. Abteilung
- Pionier-Bataillon 335
- Nachrichten-Abteilung 335
- Versorgungseinheiten 335

1943-1944
- Grenadier-Regiment 682
- Grenadier-Regiment 683
- Grenadier-Regiment 684
- Radfahr-Abteilung 335
- Artillerie-Regiment 335
  - I. Abteilung
  - II. Abteilung
  - III. Abteilung
  - IV. Abteilung
- Pionier-Bataillon 335
- Panzerjäger-Abteilung 335
- Nachrichten-Abteilung 335
- Feldersatz-Bataillon 335
- Versorgungseinheiten 335